# Fortezza da Basso

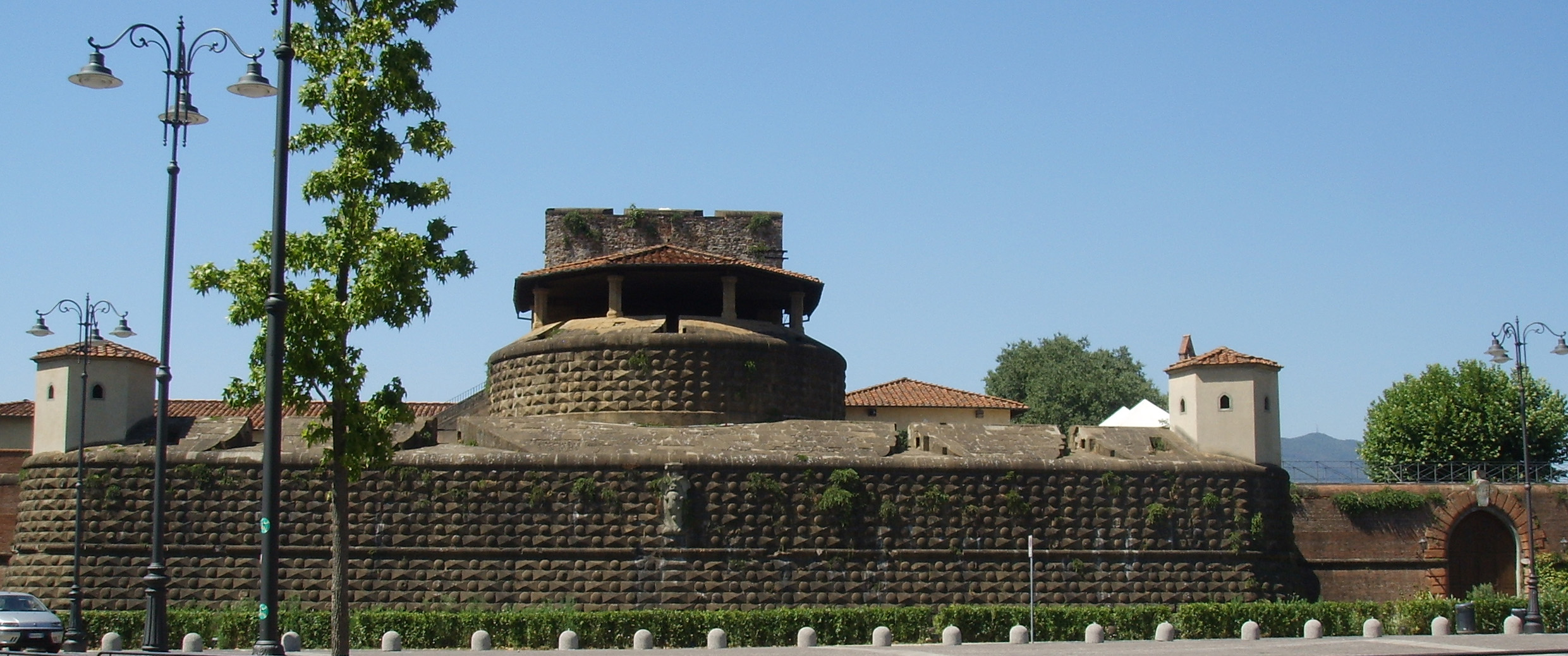
Fortezza da Basso

Fortezza da Basso, äev Fortezza di San Giovanni Battista, är en fästning i Florens uppförd mellan 1534 och 1537. Den byggdes i försvarssyfte efter ritningar av Antonio da Sangallo den yngre för Alessandro de' Medici. Idag fungerar den som konferenscenter.